# Anne Murray
Morna Anne Murray (Springhill, 20 de junio de 1945) es una cantante canadiense de country pop. Ha grabado varios álbumes, habiendo comenzado su carrera en 1968 cuando grabó su primer álbum oficial What About Me.

## Discografía
- What About Me (1968)
- This Way Is My Way (1969)
- Honey, Wheat & Laughter (1970)
- Straight, Clean & Simple (1971)
- Talk It Over In The Morning (1971)
- Annie (1972)
- Danny's Song (1973)
- Love Song (1974)
- Highly Prized Possession (1974)
- Together (1975)
- Keeping In Touch (1976)
- There's A Hippo In My Tub (1977)
- Let's Keep It That Way (1978)
- New Kind Of Feeling (1979)
- I'll Always Love You (1979)
- A Country Collection (1980)
- Somebody's Waiting (1980)
- The Hottest Night Of The Year (1982)
- A Little Good News (1983)
- Heart Over Mind (1984)
- Something To Talk About (1986)
- Harmony (1987)
- As I Am (1988)
- From Springhill To The World (1989)
- You Will (1990)
- Yes I Do (1991)
- The Best ... So Far (1994)
- What A Wonderful World (1999)
- Country Croonin'  (2002)
- Anne Murray Duets Friends & Legends (2007)

## Premios Grammy
- 1975: Mejor interpretación vocal country, femenina (por Love Song)
- 1979: Mejor interpretación vocal pop femenina (por You Needed Me)
- 1981: Mejor interpretación vocal country, femenina (por Could I Have This Dance)
- 1984: Mejor interpretación vocal country, femenina (por A Little Good News)